# Big Rude Jake

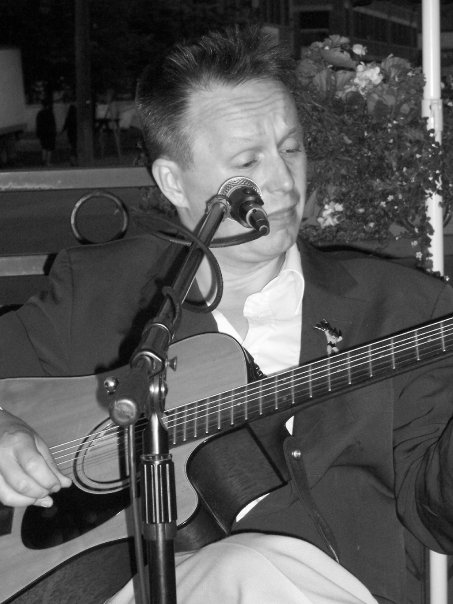
Big Rude Jake

Big Rude Jake (* 1. März 1963; † 16. Juni 2022), bürgerlich Andrew Jacob Hiebert, war ein kanadischer Musiker. Die von ihm gegründete und nach ihm benannte Band Big Rude Jake wird dem sogenannten Neoswing zugeordnet und vereint traditionellen Oldtime Jazz mit Punkrock. Zu den Einflüssen auf textlicher Seite gehören u. a. Raymond Chandler, Bertolt Brecht und Joe Strummer.

## Leben
Nach seinem Umzug von Toronto nach New York erhielt er einen Plattenvertrag bei Roadrunner Records, die 1999 das ebenfalls Big Rude Jake betitelte Album auch in Deutschland veröffentlichten.

## Diskografie
- 1993: Butane Fumes & Bad Cologne
- 1996: Blue Pariah
- 1999: Big Rude Jake
- 2002: Live Faust, Die Jung
- 2009: Quicksand
- 2012: Live & Out Loud